# Забытая во тьме
«Забытая во тьме» (англ. Left in Darkness) — американский фильм ужасов 2006 года режиссёра Стивена Н. Монро, вышедший сразу на видео.

## Сюжет
Мать Селии умерла при родах, а её отец пристрастился к спиртному и также скоро умер. Единственными близкими людьми Селии стали её бабушка и дедушка, которые как могли воспитывали девушку. Уже с ранних лет Селия стала слышать голос некоего невидимого Донована — обитателя потустороннего мира. Донован не раз советом или делом помогал Селии избежать опасных, а порой и смертельных ситуаций: так, когда Селии было всего 8 лет она выбежала на дорогу и, когда её уже должен был сбить автомобиль, Донован смог перенести её в безопасное место.
Наконец Селии исполняется 21 год и она хочет провести его по особенному, не вспоминая о прошлой, наполненной горестью и печалями жизни. Её подруга Джастин предлагает ей сходить вместе в клуб KBN, занимающий целый дом. Здесь Селия находит множество веселья, но вскоре она получает сигнал от Донована «Селия, иди домой» при гадании на примитивной колдовской доске. Селия не воспринимает это всерьёз, считая розыгрышем новых друзей. Вскоре она знакомится с молодым человеком, который ранее растворил в её бокале со спиртным какой-то препарат. Он предлагает ей пройти в безлюдную часть дома, где насилует, а немногим позже Селия умирает от передозировки этим самым препаратом.
После своей смерти Селия оказывается в чистилище — в пространстве между раем и адом. Пространство населяют пожиратели душ, которые призваны охотиться за новыми, прибывающими в чистилище душами. Чистилище ничем не отличается от реального мира за исключением того, что оно безлюдно и вечно погружено во мрак. Однако и в этом мире есть прибежища для умерших — место, в котором человек погиб, ещё некоторое время светится ярким светом, отпугивающим пожирателей душ. Поэтому пока Селия находится на территории всего клуба и может спокойно по ней передвигаться. Пожиратели душ могут проникнуть на эту территорию лишь если их сознательно пригласит сам человек, а для этого они играют на мыслях и эмоциях человека, придавая себе любой облик из воспоминаний жертвы. Вскоре появляется помощник Селии Донован, выступающий в качестве проводника по мрачному миру.
Однако пожиратели душ не единственные охотники за попавшими в чистилище людьми, существует также некий «кулинар» — существо намного более умное и хитрое. А в это время Джастин, лучшей подруге Селии, грозит та же участь. Для того, чтобы спасти Джастин Селия связывается с ней посредством зеркала.

## В ролях
| Актёр        | Роль    |
| ------------ | ------- |
| Моника Кина  | Селия   |
| Дэвид Андерс | Донован |
| Тим Томерсон | Джо     |
| Крис Энджен  | Дуг     |

## Художественные особенности
Основной упор в фильме делается на атмосфере и печальных эмоциях. Демонстрация крови, а тем более человеческих внутренностей, в фильме почти отсутствует.